# Deltote olivula
Deltote olivula is een vlinder van de familie van de uilen (Noctuidae). De wetenschappelijke naam van deze soort is voor het eerst voorgesteld als Bankia olivula door Achille Guenée in een publicatie uit 1852.
De soort komt voor in Zuid-Afrika.